# Ellen Streidt
Ellen Streidt (geb. Stropahl, geschiedene Wendland; * 27. Juli 1952 in Wittstock) ist eine ehemalige deutsche Sprinterin und Olympiasiegerin, die für die DDR startete.
Bei den Olympischen Spielen 1976 in Montreal gewann sie die Goldmedaille in der 4-mal-400-Meter-Staffel sowie die Bronzemedaille im 400-Meter-Lauf hinter der Polin Irena Szewińska (Gold) und Christina Brehmer-Lathan aus der DDR (Silber).

## Erfolge im Einzelnen
- 1971 – Europameisterschaften in Helsinki: Silber in der 4-mal-100-Meter-Staffel (43,6 s), zusammen mit Karin Balzer, Renate Stecher und Petra Vogt; Platz sieben im 200-Meter-Lauf (23,6 s)
- 1972 – Olympische Spiele in München: Platz vier im 200-Meter-Lauf (22,75 s); im 100-Meter-Zwischenlauf ausgeschieden
- 1974 – Europameisterschaften in Rom: Gold in der 4-mal-400-Meter-Staffel (3:25,2 min, zusammen mit Waltraud Dietsch, Brigitte Rohde und Angelika Handt); Silber im 400-Meter-Lauf (50,69 s)
- 1976 – Olympische Spiele in Montreal: Gold in der 4-mal-400-Meter-Staffel (3:19,23 min, Weltrekord, zusammen mit Doris Maletzki, Brigitte Rohde und Christina Brehmer); Bronze im 400-Meter-Lauf (50,55 s).

Am 15. Juni 1972 egalisierte sie den Weltrekord im 100-Meter-Lauf von 11,0 s. Am 4. September 1974 stellte sie einen DDR-Rekord über 400 Meter in 50,69 s auf, den sie am 12. Juli 1975 auf 50,52 s verbesserte. Ihren einzigen DDR-Freiluftmeistertitel gewann sie 1974 über 400 Meter. 1980 war sie Hallenmeisterin über 400 Meter. 1974 und 1976 wurde sie für ihre sportlichen Erfolge mit dem Vaterländischen Verdienstorden in Silber ausgezeichnet.
Ellen Wendland trainierte beim ASK Vorwärts Potsdam (Trainer: Lisa Schöpke, Eckhard Schöpke). In ihrer aktiven Zeit war sie 1,68 m groß und 55 kg schwer. 1980 beendete sie ihre Sportlerkarriere und arbeitete danach als Deutschlehrerin und als Mitarbeiterin einer kulturpolitischen Einrichtung. Nach dem Ende der DDR war sie bei der Stiftung Schlösser und Gärten Berlin-Brandenburg beschäftigt.

## Persönliche Bestzeiten
- 100 m: 11,0 s, 15. Juni 1972, Potsdam
- 200 m: 22,73 s, 20. August 1973, Moskau
- 400 m: 50,15 s, 10. Juli 1976, Berlin
  - Halle: 52,40 s, 2. Februar 1980, Grenoble